# كنيسة فنايي
كنيسة فنايي (بالفارسية: کلیسای فنایی) هي كنيسة تاريخية تعود إلى القرن السابع والثامن الهجري، وتقع في خوي.